# Anna Civilëva
Anna Evgen'evna Civilëva, nata Putina, detta Loginova dal nome del suo primo marito (in russo Анна Евгеньевна Цивилёва?; Ivanovo, 9 maggio 1972), è un'imprenditrice e politica russa, dal 2018 presidente e proprietaria (con il 70%) della compagnia mineraria di carbone Kolmar, presidente e direttore generale della società svizzera Kolmar Sales and Logistics (la sede è stata trasferita a Dubai per evitare le sanzioni sul carbone russo), miliardaria. Dal giugno 2024 è Vice Ministro della Difesa della Federazione Russa.
Moglie del Ministro dell'Energia della Federazione Russa Sergej Civilëv, è cugina del presidente russo Vladimir Putin. Inoltre è presidente del Consiglio per la tutela della sfera sociale di Kuzbass e presidente del Fondo statale "Difensori della Patria" che fornisce sostegno ai soldati e alle loro famiglie (2023-2024).
Per aver sostenuto azioni militari, è soggetto a sanzioni internazionali da parte di tutti i paesi dell'Unione europea, Gran Bretagna, Ucraina e Svizzera.

## Biografia

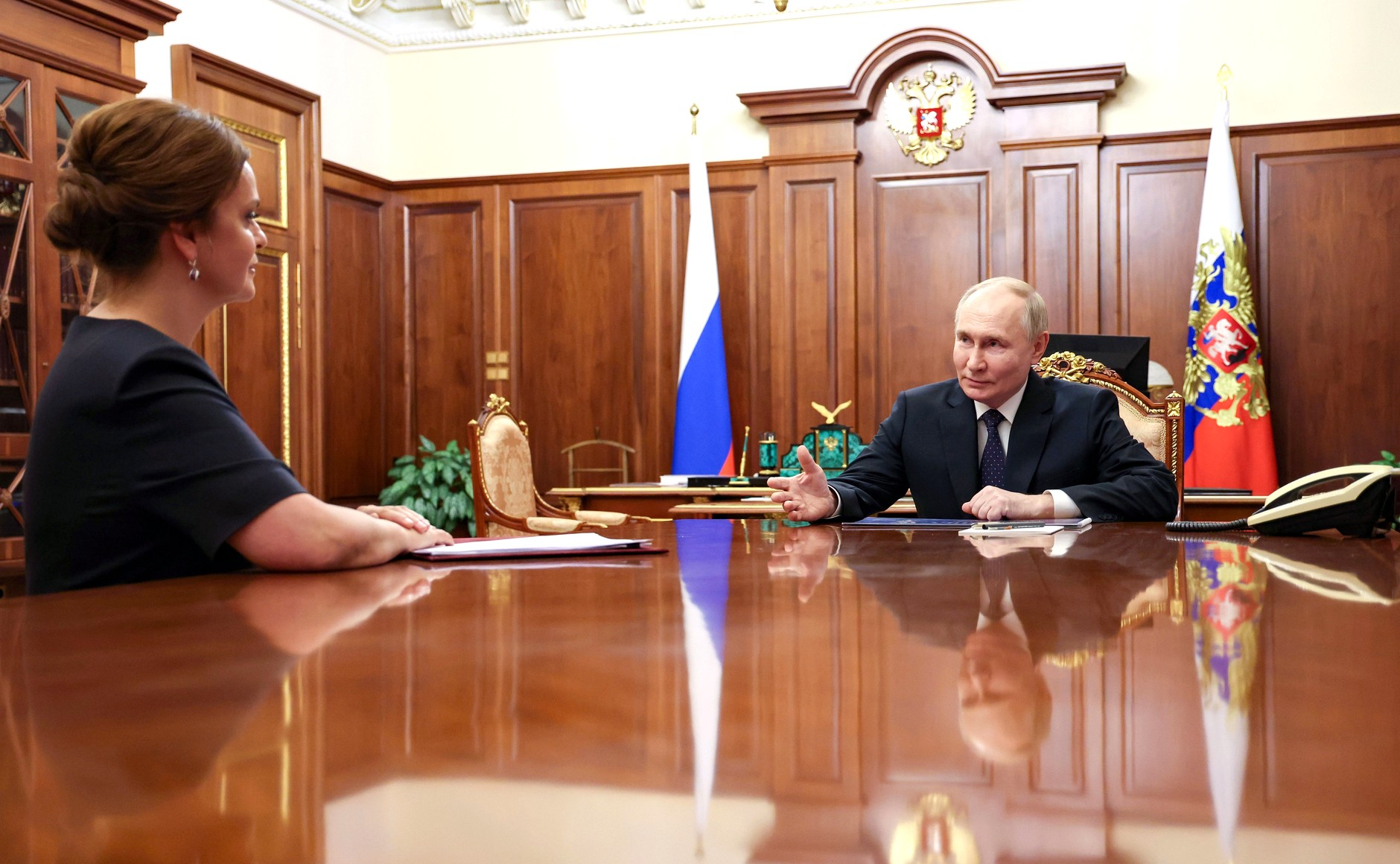
Incontro con Vladimir Putin, Mosca, Cremlino, 1º giugno 2024

Nata il 9 maggio 1972 nella città di Ivanovo da una famiglia di chirurghi: il padre, Evgenij Michajlovič Putin (1933-2024), era un urologo.
Si è laureata in psichiatra presso l'Accademia medica statale di Ivanovo. Dal 1996 ha lavorato come psichiatra presso l'ospedale psichiatrico di Bogorodskoye. Dopo che Vladimir Putin salì al potere, si trasferì a Mosca e iniziò a fornire attrezzature mediche, lavorando come amministratrice nella Medtechsnab di proprietà statale, e poi nella società privata Digimed.
Successivamente si è laureata in organizzazione sanitaria e sanità pubblica presso l'Università russa dell'Amicizia popolare e in gestione organizzativa presso l'Università statale di management.
Il 30 novembre 2018, Anna Civilëva era a capo del Consiglio di amministrazione fiduciaria nella sfera sociale di Kuzbass. Le attività dell'organizzazione sono finalizzate al sostegno sociale di diverse categorie di popolazione. Dal 2019 è membro del Consiglio sotto il governo della Federazione Russa su questioni di amministrazione fiduciaria nella sfera sociale.

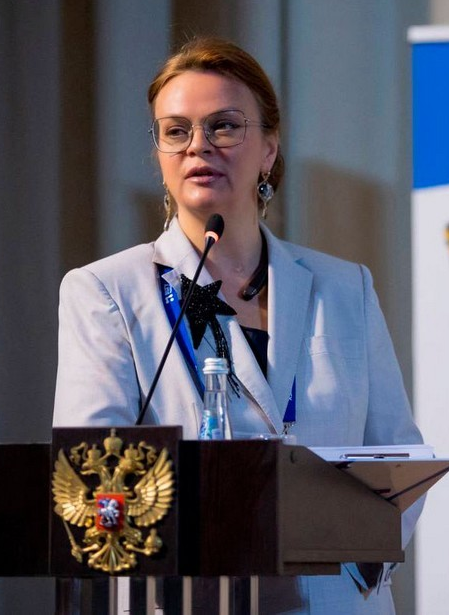
Anna Civilëva nel 2023

Il 3 aprile 2023, il presidente russo Vladimir Putin ha firmato un decreto sulla creazione di un fondo statale per sostenere i partecipanti all’operazione militare speciale “Difensori della Patria”. Con lo stesso documento, Anna Civilëva è stata nominata presidente del fondo.
Il 17 giugno 2024 è stata nominata Vice Ministro della Difesa della Russia.

## Proprietà
Anna Civilëva possiede il 70% del gruppo minerario del carbone Kolmar. Fino al 2 marzo del 2018, la coppia era alla guida della compagnia svizzera Kolmar Sales and Logistics.
Secondo inchieste giornalistiche, prima che Vladimir Putin salisse al potere, Anna e Sergej Civilëv, il secondo marito, non erano persone ricche, ma nel 2012 l’amico di Vladimir Putin, Gennadij Timčenko, ha venduto alla coppia la compagnia carboniera Kolmar per un prezzo simbolico. Successivamente, secondo varie stime, l'azienda ha ricevuto dallo Stato più di 11 miliardi di rubli come assistenza finanziaria. Secondo un'indagine dell'Agenzia, Anna Civilëva non solo possiede un grande business del carbone, ma partecipa anche alla gestione della regione “come proprietaria a pieno titolo”.
La famiglia possiede anche un'attività turistica nella località sciistica di Šeregeš, di proprietà del figlio della Civilëva nato dal suo primo matrimonio.

## Vita privata
Si è sposata la prima volta con lo psichiatra Lev Jur'evič Loginov. Hanno avuto un figlio.  Quindi si è risposata nel 2007 con Sergej Evgen'evič Civilëv, statista e politico russo, imprenditore, ministro dell'Energia della Federazione Russa dal 14 maggio 2024 e Governatore della regione di Kemerovo - Kuzbass (2018-2024). Due i figli: Anton e Nikita.